# センチメンタルに首ったけ
「センチメンタルに首ったけ」（せんちめんたるにくびったけ）は、The TUBE（現：TUBE）2枚目のシングル。EPの規格品番は「07SH1698」。1989年にリリースされた8センチCDは「10EH3240」。

## 概要
両曲とも『OFF SHORE DREAMIN'』に収録。イントロの部分で違いがあり、表記無しだが事実上の「アルバムバージョン」となっている。
本作は1989年3月21日に8センチCDで再発売。本曲と「ベストセラー・サマー」両A面から構成されている。そのため、本EP盤に収録されていた「オ・ネ・ガ・イ RADIO」のシングルバージョンは現在もCD化されていないが、各配信サイトでのダウンロード配信は行われている。

## 収録曲
| #         | タイトル                     | 作詞      | 作曲           | 編曲      | 時間 |
| --------- | ---------------------------- | --------- | -------------- | --------- | ---- |
| 1.        | 「センチメンタルに首ったけ」 | 三浦徳子  | 鈴木キサブロー | 長戸大幸  | 3:14 |
| 2.        | 「オ・ネ・ガ・イ RADIO」     | 前田亘輝  | 前田亘輝       | The TUBE  | 2:49 |
| 合計時間: | 合計時間:                    | 合計時間: | 合計時間:      | 合計時間: | 6:03 |

| 全作詞: 三浦徳子、全作曲: 鈴木キサブロー。 |                              |           |                |                          |      |
| #                                          | タイトル                     | 作詞      | 作曲・編曲     | 編曲                     | 時間 |
| 1.                                         | 「ベストセラー・サマー」     | 三浦徳子  | 鈴木キサブロー | 武部聡志、鈴木キサブロー | 3:16 |
| 2.                                         | 「センチメンタルに首ったけ」 | 三浦徳子  | 鈴木キサブロー | 長戸大幸                 | 3:14 |
| 合計時間:                                  | 合計時間:                    | 合計時間: | 6:30           |                          |      |

## 収録アルバム
- OFF SHORE DREAMIN' (#1,2、2曲ともアルバム・バージョン)
- TUBEst (#1)
- Best of TUBEst 〜All Time Best〜 (#1)
- All Singles TUBEst -Blue- (#1)